# مهرجان كان السينمائي 1978
مهرجان كان السينمائي لعام 1978 هو الدورة الـ31 للمهرجان عُقد في 13 إلى 30 مايو من عام 1978، حصل فيلم "The Tree of Wooden Clogs" للمخرج الإيطالي إرمانو أولمي على السعفة الذهبية للمهرجان.